# Valgañón
Valgañón település Spanyolországban, La Rioja autonóm közösségben. Valgañón Belorado, Villarta-Quintana, Redecilla del Camino, Ojacastro, Zorraquín, Ezcaray és Fresneda de la Sierra Tirón községekkel határos. Lakosainak száma 132 fő (2024).

## Népesség
A település népessége az elmúlt években az alábbi módon változott:
| Lakosok száma | 154  | 156  | 153  | 146  | 125  | 137  | 140  | 126  | 141  | 132  |
|               | 2001 | 2004 | 2007 | 2009 | 2012 | 2014 | 2017 | 2019 | 2022 | 2024 |